# A Sierra de San Francisco sziklarajzai
A Mexikóban található Sierra de San Francisco hegységben található sziklarajzok egy több ezer évig tartó időszak emlékei: keletkezésük időszaka legalább i. e. 1100 és i. sz. 1300 között tartott, de vannak olyan vélemények is, amelyek szerint tovább, i. e. 2000 és i. sz. 1650 között. A hegység számos pontján, jó állapotban fennmaradt, állatokat és embereket ábrázoló festmények 1993 óta a Világörökség részét képezik, némelyik turisták számára is látogatható helyszínen található (pl. Las Flechas, Boca de San Julio).

## Leírás
A Kaliforniai-félszigeten belül a Déli-Alsó-Kalifornia állam területén található Sierra de San Francisco hegységben maradt meg a legtöbb sziklarajz, de régészetileg még nagy részük nem lett részletesen feltárva és vizsgálva. Készítőik a spanyol jezsuiták 17. század végi megérkezése előtt itt élő nomád, de összetett társadalmi és gazdasági szervezettel rendelkező népcsoportok, például a kocsimik voltak. Közösségeik 20–50 családból, összesen 50–200 tagból álltak, a nők és a gyerekek növényeket gyűjtögettek, a férfiak többnyire vadásztak. A csoportot egy idősebb férfi, a kacika vezette, de a családok irányításából a nők is kivették a részüket. Ugyancsak létezett a közösségben egy sámán is (időnként azonos volt a kacikával), aki a szertartásokat vezényelte.

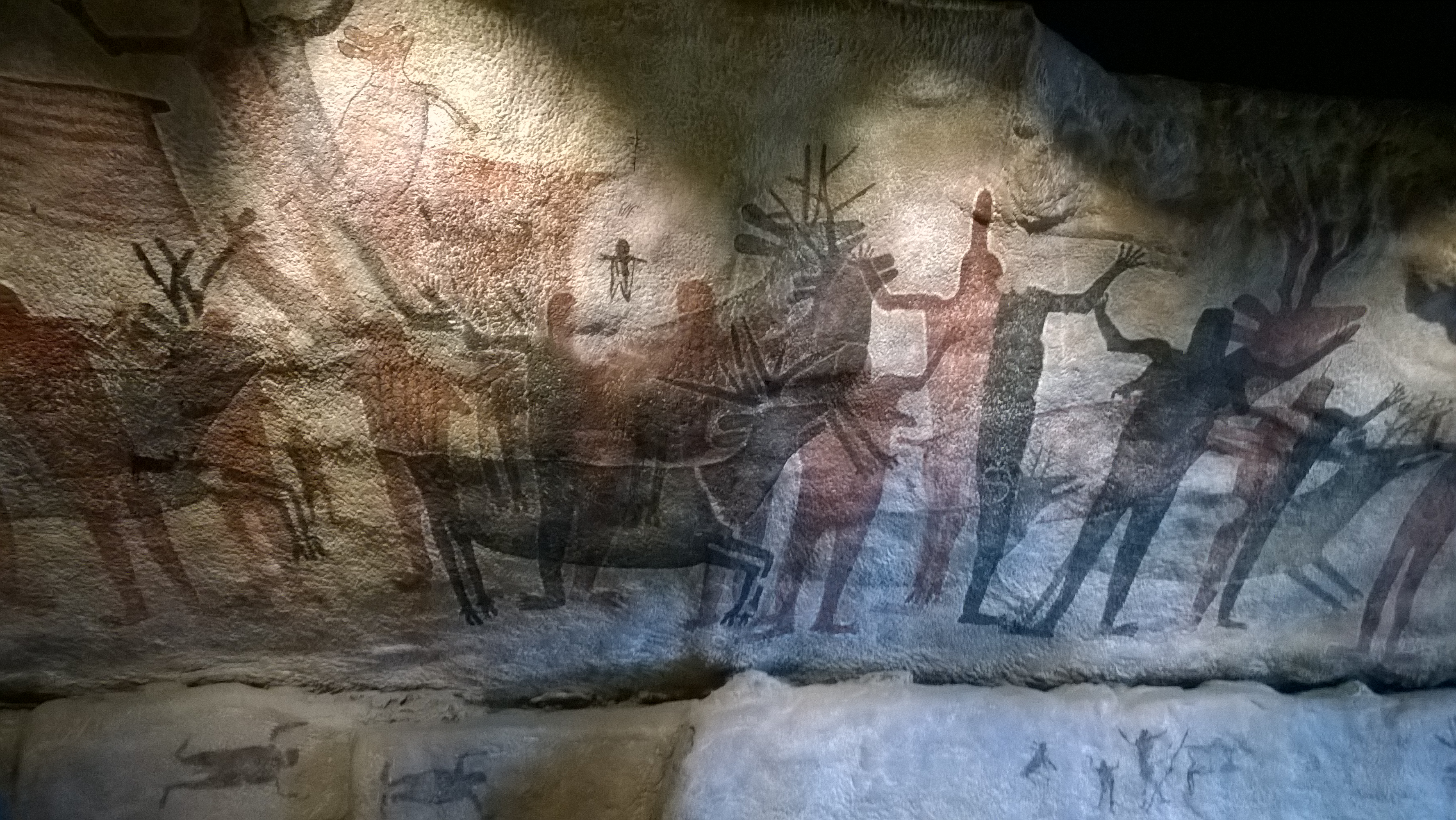
Egy sziklarajz másolata a mexikóvárosi Nemzeti Embertani Múzeumban

A hegység lakói az idők során számos kőfülkébe, sekély barlangba rajzoltak ilyen alkotásokat. Bár a legkorábbi és a legkésőbbi rajzok elkészülése között több ezer év telt el, a stílus ezalatt nem sokat változott. A művek valószínűleg szertartásos célokból készültek: erre utal, hogy a rajzok emberek mellett többnyire állatokat (például szarvasokat, pumákat, bálnákat, halakat, sasokat, kígyókat, nyulakat, vadjuhokat, teknősöket, ördögrájákat, fókákat) ábrázolnak. A szárazföldi állatok megjelennek álló helyzetben és mozgás közben is. Amikor a rajz központi elemei az állatok, akkor az emberalakok csak a háttérben, elszórtan jelennek meg a képen, amikor pedig az emberek a központi alakok, akkor jellegzetes testtartásban: szemben állva, kifelé és lefelé mutató lábakkal, felemelt és széttárt karokkal szerepelnek, fejükön pedig nincs megrajzolt arc. Előfordulnak köztük nők is, akik melleikről ismerhetők fel.
Készítésükben valószínűleg a közösség számos tagja részt vett. A rajzoláson kívül több más feladat is kapcsolódott ehhez, például festékanyagot kellett gyűjteni és állványzatot építeni a festéshez (mivel a képek nagy méretűek és általában magasan vannak). Elképzelhető, hogy az északabbra élő indián törzsekhez hasonlóan itt is a sámán irányította a munkálatokat, és az is valószínű, hogy a képek a nyár végi, ősz eleji esős időszakban készültek, amikor az addig szétszóródottan élő tagok összegyűltek.

## Látogatás
A terület látogatásához a San Ignacio településen található múzeumban adnak engedélyt, információkat és segítséget, ugyanis a megközelítés nem egyszerű. Tömegközlekedéssel nem lehet eljutni a hegységbe, csak saját járművel, de az utak, főleg esőzések után igen rossz állapotúak. A kis San Francisco falut (amely az utolsó a hegység előtt) elérve, valamilyen hátasállaton, például öszvérrel a legkönnyebb a továbbhaladás. Így nagyjából öt óra alatt érhető el a már a hegység belsejében, a sziklarajzokhoz közel található San Gregorio nevű rancho.